# 유스티누스 1세
유스티누스 1세 (Flavius Iustinus, 450년경–527년, 8월 1일)는 로마 제국의 황제로 518년부터 527년까지 통치했다. 군대의 낮은 계급에서부터 시작하여 황제가 되었고 매우 고령의 나이에 재위에 올랐음에도 불구하고 제국을 건실하게 통치하였고 다음 황제인 유스티니아누스 1세에게 제위를 물려주었다.

## 생애
마케도니아 지방의 농부 출신으로 유스티누스는 10대 시절에 친구 두 명과 함께 야만족의 침입을 피해 콘스탄티노폴리스로 도망쳤고 그 곳에서 군대에 입대했다. 군대에서 재능을 인정받아 장군까지 올랐고 나중에 황제 아나스타시우스의 황실 근위대 대장으로 근무하였다. 콘스탄티노폴리스에서 유일한 군대인 황실 근위대의 위력을 바탕으로 518년 7월 9일 전임 황제가 죽었을 때 환관장 아만티우스의 음모를 뿌리치고 황제로 선출될 수 있었다.
그가 제위에 오른 것에 대하여는 다음과 같은 전하는 이야기가 내려온다. 황제 아나스타시우스는 말년에 자신의 세 조카들 중에서 한 명을 제위에 앉히기 위해 궁정으로 불러들였는데 저녁 식사에 초대하여 방석 하나에 몰래 ‘황제’라는 글자를 써서 숨겨 놓고 그 자리에 앉는 사람을 다음 황제로 내세우려고 했다. 그러나 막상 세 조카는 아무도 그 자리에 앉지 않았기 때문에 황제는 다음날 아침 맨 처음 자신의 침실로 들어오는 사람을 황제로 정하기로 했는데 마침 그날 제일 먼저 황제의 침실로 들어온 사람이 바로 유스티누스였다.
싸움 밖에 할 줄 없었던 그는 철자도 몰라 미리 준비한 서판에 서명을 할 정도로 무식했다. 사실상 너무 무식해서 황제라는 지위에는 어울리지 않았다. 그러나 조카인 플라비우스 페트루스 사바티우스(Flavius Petrus Sabbatius)의 도움으로 비교적 안정적으로 통시했고 그 조카를 양자로 삼아 후계를 맡겼다. 그 조카이자 양자가 바로 유스티니아누스 1세가 된다. 역사가인 프로코피우스에 따르면 유스티누스는 거의 명목상 황제였을 뿐 실제로 통치는 유스티니아누스가 도맡아 했다고 한다.
그의 통치 후반기에 이르러 동고트족과 페르시아 제국의 위협에 직면했으며 526년 건강 상태가 나빠지자 조카를 공동황제로 지명했고 이듬해 8월 1일 유스티누스가 죽었을 때 유스티니아누스 1세가 제위를 물려받게 된다.
| 전임 아나스타시우스 1세 (재위 491 - 518) | 로마 제국의 황제 518년 - 527년 | 후임 유스티니아누스 1세 (재위 527 - 565) |

## 같이 보기
- 동로마 황제
- 에드워드 기번
- 브리태니커 백과사전